# NGC 3381
NGC 3381 is een balkspiraalstelsel in het sterrenbeeld Kleine Leeuw. Het hemelobject werd op 28 maart 1786 ontdekt door de Duits-Britse astronoom William Herschel.

## Synoniemen
- UGC 5909
- MCG 6-24-15
- ZWG 184.16
- KUG 1045+349
- IRAS10456+3458
- PGC 32302